# Schloss Schwarzenau (Waldviertel)

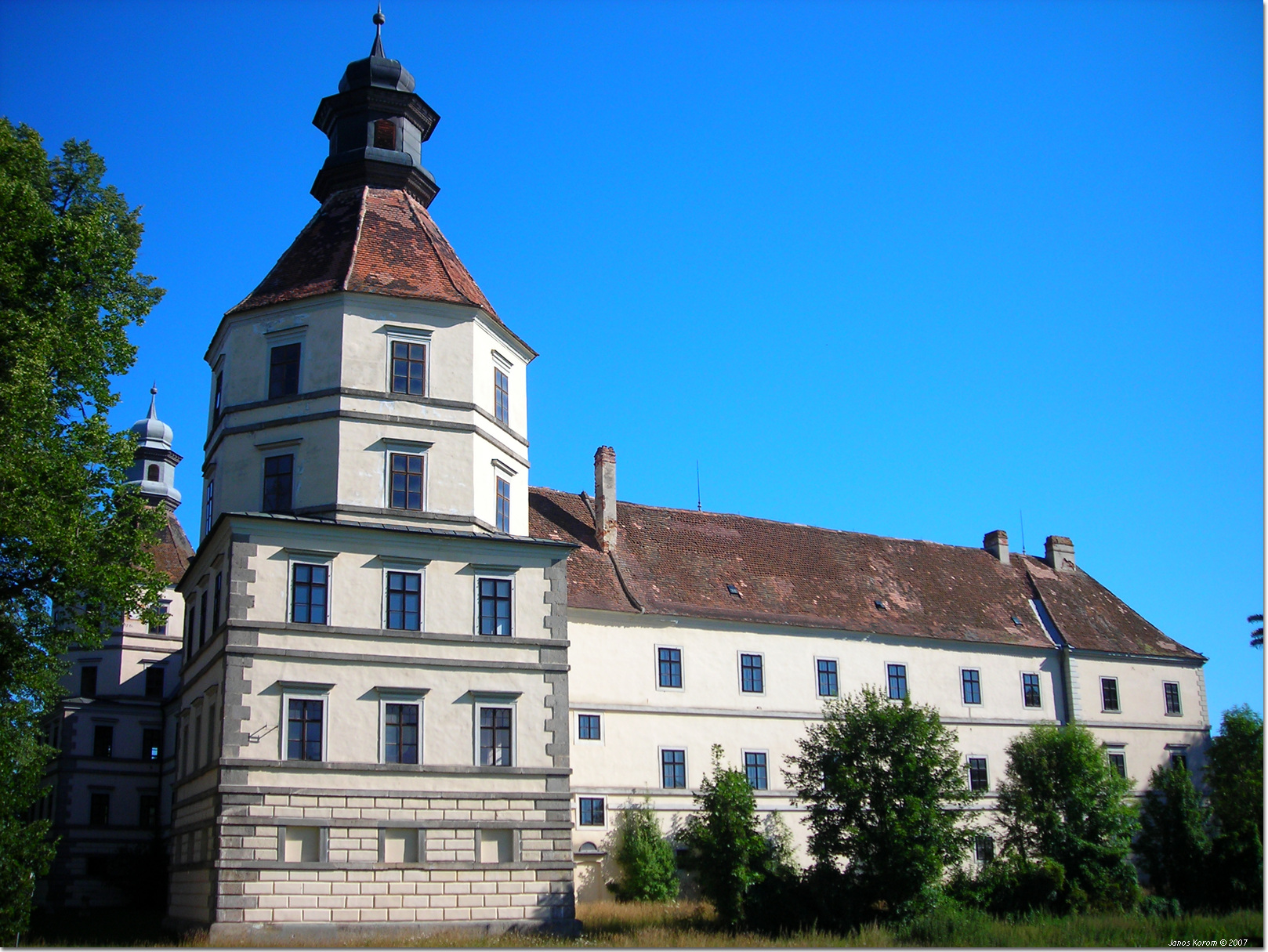
Südturm und Südtrakt von Schloss Schwarzenau (2007)

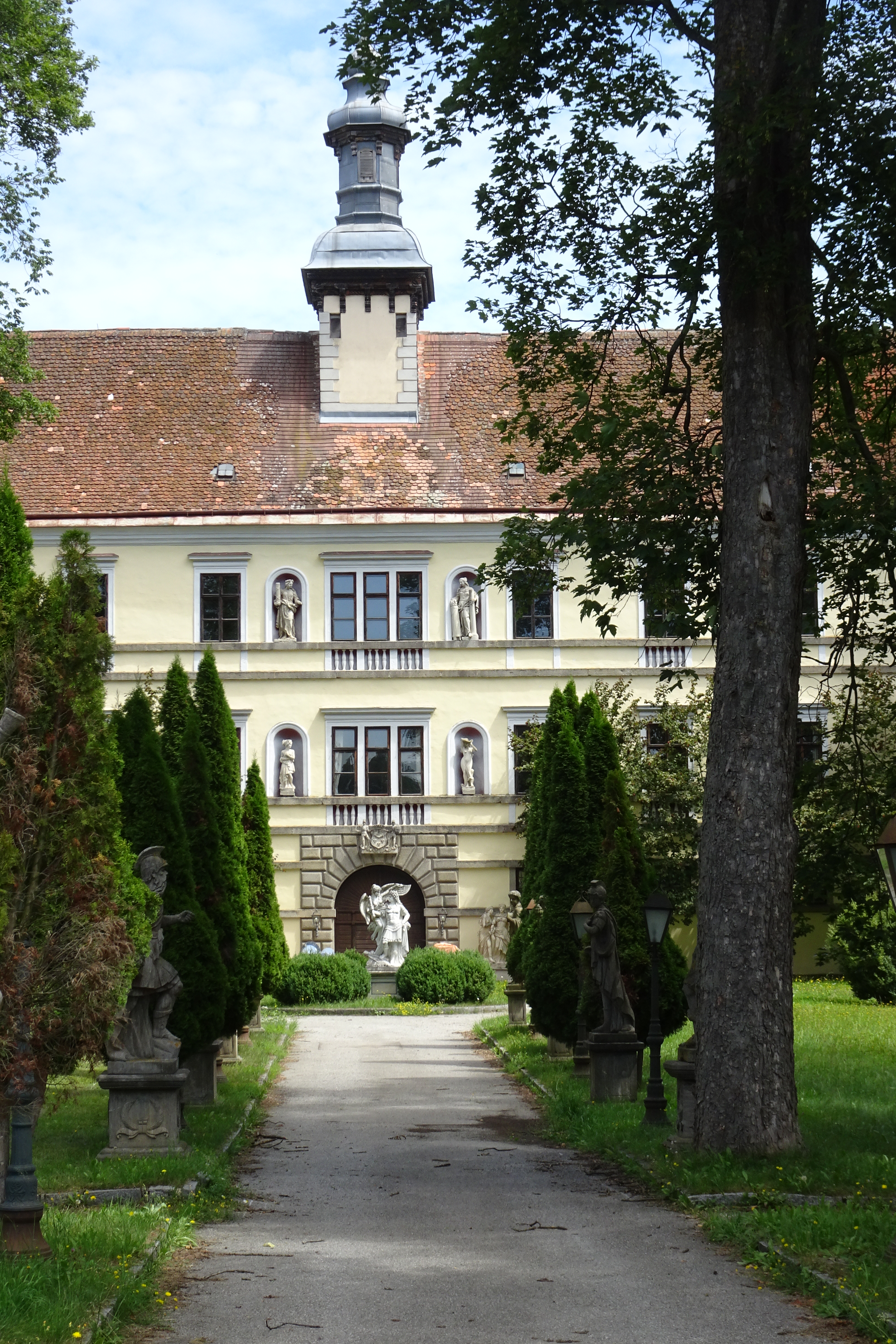
Allee zum Eingang, die mittleren Achsen mit dem bekrönenden Dachreiter

Das Schloss Schwarzenau ist ein Renaissanceschloss, umgeben von einem Park, inmitten der Gemeinde Schwarzenau in Niederösterreich. Die Schlossanlage steht unter Denkmalschutz (Listeneintrag).

## Geschichte
Die ursprünglich an dieser Stelle stehende Burg Swarcenawe wird 1150 das erste Mal urkundlich erwähnt. Als Erbauer gilt der 1197 erwähnte Pilgrim von Schwarzenau, ein Gefolgsmann von Hadmar II. von Kuenring. Seine Burg war eine viertürmige Wasserburg zum Schutz der alten Straße Horn – Schrems – Gmünd.
Nach verschiedenen Lehnsherren wie den Grafen von Plain-Hardegg und den Grafen von Görz-Tirol wurde die Herrschaft 1500 landesfürstlich.
Um 1580 und 1592 wurde die Burg unter Verwendung vorhandener Teile zu einem Renaissance-Wasserschloss ausgebaut. Bauherr wird Reichard Streun, ein Nachkomme von Pilgrim, gewesen sein. Reichard hatte in Padua studiert und wirkte später als Diplomat und Geschichtsschreiber am Hof von Matthias Corvinus. Der Stil erinnert an die Villen, die er in Italien kennenlernte.
Von 1261 bis 1636 blieb das Schloss im Besitz der Familie derer von Strein (auch Streun), die zu den Apostelgeschlechtern gehören und zu der auch Reichard Streun von Schwarzenau (1538–1600) auf Schloss Freydegg gehörte. In diesem Jahr wurde es aufgrund der finanziellen Lage an Karl Ulrici von Gänghofen verkauft. Bereits 1663 war das Schloss aufgrund seiner Wehrhaftigkeit als Zufluchtsstätte vor den herannahenden Türken bestimmt worden.
1664 kaufte Georg Friedrich von Lindenspür die Herrschaft. Seine Tochter lebte dort mit ihrem Mann Jakob Leopold Freiherr Thavonat von Thavon. Ihre Erbtochter wiederum heiratete Franz Adam Graf von Pollheim (Polheim). Nach einem Brand im Jahr 1835 wurde der Osttrakt neu errichtet. Der schwer beschädigte Südtrakt wurde ebenfalls restauriert. Die wertvollen Stuckarbeiten aus dem 18. Jahrhundert in den Repräsentationsräumen verdankt das Schloss Franz Adam Graf von Polheim.
Während des Zweiten Weltkriegs wurde es als Flüchtlingsheim genutzt, danach wurde es von der sowjetischen Besatzungsmacht übernommen. Sowohl in deutschem als auch in sowjetischem Besitz wurde es stark in Mitleidenschaft gezogen und das Inventar an andere Orte verbracht. So wurden Teile des Dachstuhles verheizt und Zwischenwände herausgerissen.
Nach dem Staatsvertrag kam das Schloss in private Hände und wurde restauriert. Ab 1991 war es wieder für Ausstellungen öffentlich zugängig. 2019 befand sich die Schlossanlage im Besitz von den Aurora-Geschäftsführern Jürgen Hesz und Lachezar Kostadinov Dinchev und wurde von der bulgarischen Monbat-Gruppe erworben, die noch im selben Jahr mit Sanierungsarbeiten begann.
Bemerkenswert an diesem Schloss ist die zweigeschoßige Schlosskapelle, die zwar in der Besatzungszeit stark beschädigt wurde, heute aber oft durch ihr Ambiente für Hochzeiten genutzt wird. Die Stuckarbeiten wurden von dem Italiener Giovanni Battista d’Allio in den Jahren 1720 bis 1732 geschaffen. Auch die Prunkräume in den Türmen und im Westtrakt wurden mit reichen Stuckverzierungen durch ihn ausgestattet, wie das sogenannte Spielzimmer im Nordturm oder der Marmorsaal. Aber auch Nebengebäude wie die heutige Schlosstaverne, in der früher das hohe Gericht tagte, sind mit Stuckornamenten verziert.